# José Canga Argüelles
 (février 2024).
Si vous disposez d'ouvrages ou d'articles de référence ou si vous connaissez des sites web de qualité traitant du thème abordé ici, merci de compléter l'article en donnant les références utiles à sa vérifiabilité et en les liant à la section « Notes et références ».
Pour les articles homonymes, voir Argüelles.
José Canga Argüelles (17 juillet 1770, Oviedo - 2 décembre 1843, Madrid) est un économiste et homme d'État espagnol.

## Biographie
Il étudie le droit à l'Université d'Oviedo et obtient un doctorat de l'Université de Saragosse en 1791. Lorsque sa famille est retournée à Oviedo, il partit pour Madrid, où il a traduit des classiques grecs.
Grâce à sa connaissance en économie, il est contacté par Pedro Rodríguez de Campomanes en 1794, qui l'introduit dans la Societat Econòmica d'Amics del País. En 1798, il a été nommé procureur syndic de l'État à Gijón, mais quitte bientôt bientôt cette fonction pour travailler comme officier au Despacho de Hacienda, qui lui permet de prendre part dans les rapports officiels sur l'économie et la politique étrangère.
Ainsi, en 1800, il a été nommé secrétaire du roi, et, en 1804, a été nommé expert-comptable de l'armée de Valence. En 1805, Charles IV la nomme Chevalier de l'Ordre de Charles III et il est admis à l'Académie royale d'histoire.
Il prit une part active à la résistance espagnole à Napoléon à titre civil et à la Commission de Valence. Le Conseil suprême des gouverneurs du royaume de Valence le nomme intendant de l'armée en 1809, puis ministre des finances en 1811. Il devient directeur général du Trésor (chargé des Amériques), intendant de l'armée et du royaume de Valence. En 1812, il est nommé gouverneur de Soria, et, en septembre 1813, député des Asturies aux Cortes de Cadix.
Il devient ministre des Finances de la Régence d'Espagne.
Confiné à Peñíscola (Castellon) par Fernando VII en 1814 (tandis que le roi de France lui a décerné la fleur de lys en 1816 pour service rendu à la maison de Bourbon), il écrivit ses Elementos de la ciencia de Hacienda, œuvre cime d'impôt du XIXe siècle.
Après l'instauration du Triennat libéral (1820-1823), il a été de nouveau ministre des finances jusqu'en 1821, quand il a publié le fameux Memoria sobre el estado de la Hacienda Pública. Exilé à Londres pour avoir protesté contre la Sainte-Alliance, il a publié son Diccionario de Hacienda (1826-1827), et, en 1829, de retour en Espagne, il a publié le Suplemento au dictionnaire.
En 1831, il est nommé directeur des Archives générales de Simancas et visiteur de l'Institut de Jovellanos de Gijón.

## Publications
- Recopilación de todas las leyes, ordenanzas y reglamentos del Cuerpo político de los ejércitos de España (6 toms, 1807)
- Memoria sobre la cuenta y razón de España (1811)
- Memoria sobre el crédito público (1820)
- Memoria sobre el estado de la Hacienda Pública de España (1821)
- Elementos de la Ciencia de la Hacienda (1825)
- Diccionario de Hacienda con aplicación a España (1826)
- Ensayo sobre las libertades de la Iglesia católica de España en ambos mundos (1827)
- Breve respuesta a la representación de los comerciantes de Londres (1829)
- Observaciones sobre la «Historia de la guerra de España», que escribieron los señores Clarke, Southey, Londonderry y Napier (1833-1836)

### Sources
- (es) Cet article est partiellement ou en totalité issu de l’article de Wikipédia en espagnol intitulé « José Canga Argüelles » (voir la liste des auteurs).